# Attaneuria ruralis
Attaneuria ruralis är en bäcksländeart som först beskrevs av Hagen 1861.  Attaneuria ruralis ingår i släktet Attaneuria och familjen jättebäcksländor. Inga underarter finns listade i Catalogue of Life.